# Ewa Dałkowska

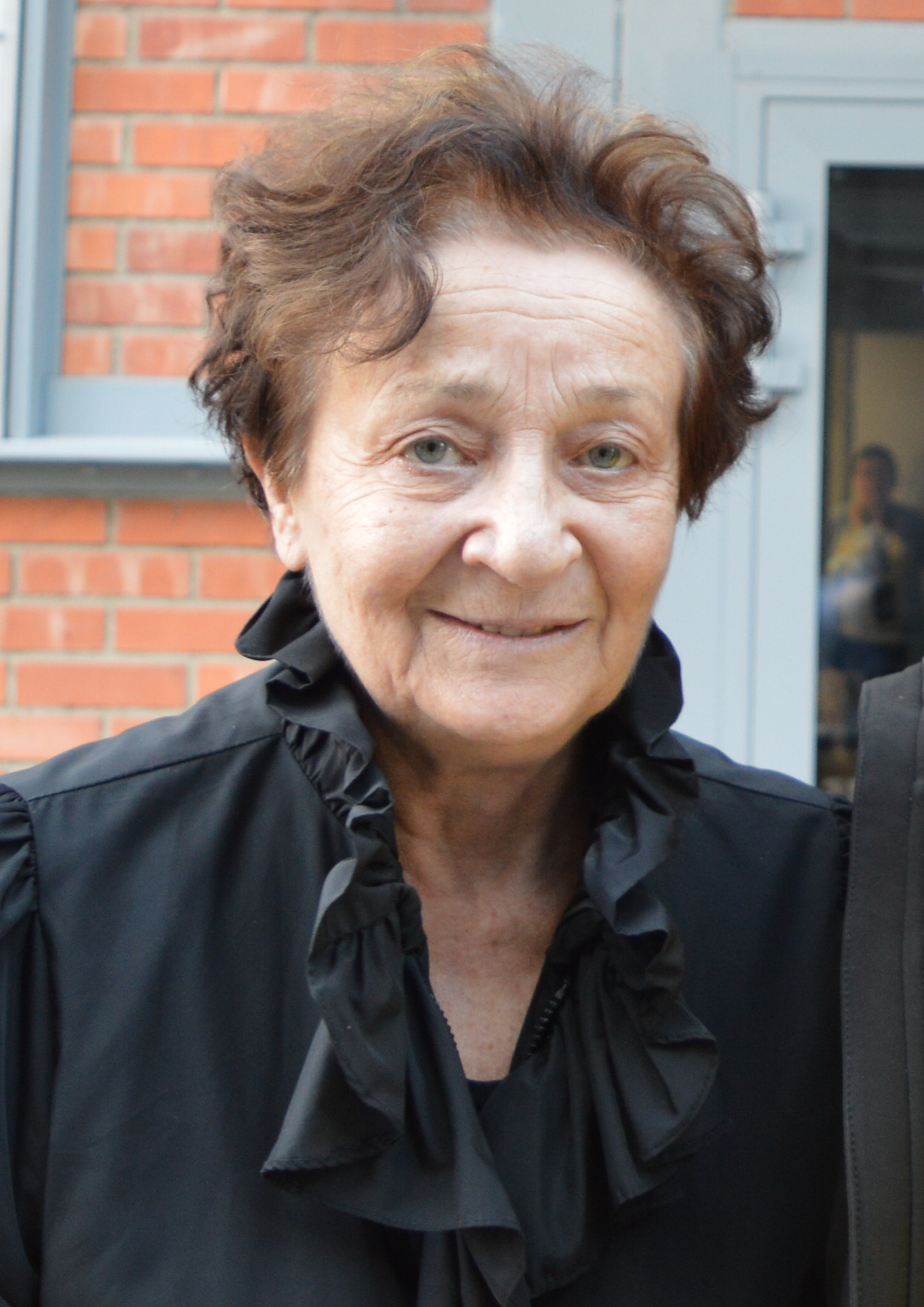
Ewa Dałkowska im Jahr 2015

Ewa Dałkowska (* 10. April 1947 in Breslau, Polen; † 8. Juni 2025) war eine polnische Schauspielerin.

## Leben
Ewa Dałkowska wurde 1947 in Breslau geboren. 1970 beendete sie an der Universität Warschau ihr Studium der polnischen Philologie, 1972 erfolgte ihr Abschluss an der Schauspielabteilung der Staatlichen Theaterakademie. In ihren Theaterauftritten spielt sie vor allem Charakterrollen. Schon während ihrer Studienzeit spielte sie im Studententheater Kalambur, hier in einer Rolle im Stück Die Schuster von Stanisław Ignacy Witkiewicz. 1972 debütierte sie am Schlesischen Theater in Katowice und blieb dort bis 1974. Hier verkörperte sie unter anderem die Barbarella in Hyde Park von Adam Kreczmar, die Her in Der Vierer von Sławomir Mrożek und die Rachel in Hochzeit von Stanisław Wyspiański. Ab 1974/1975 spielte sie im Ensemble des Powszechny-Theaters in Warschau, wo sie im von Andrzej Wajda inszenierten Stück Die Sache Danton von Stanisław Przybyszewski debütierte. In ihrer Zeit an diesem Theater spielte Dałkowska bis 2008 etliche Rollen bei diversen Regisseuren. In den 1990er Jahren gastierte sie am Powszechny-Theater in Łódź für das Stück Kamila von Joanna Kulmowa, auch spielte sie Gastrollen am Nationaltheater, dem Dramatischen Theater in Białystok und weiteren Bühnen. 2001 feierte sie ihr 30-jähriges Bühnenjubiläum und spielte am Powszechny-Theater die Rolle der Maria in Die Präsidentinnen von Werner Schwab. 2008 wechselte sie ins Ensemble des Warschauer Nowy-Theaters zu dem künstlerischen Leiter Krzysztof Warlikowski. Im Verlauf ihrer Karriere erhielt Dałkowska für ihre schauspielerischen Leistungen zahlreiche Auszeichnungen.
1982 gründete Ewa Dałkowska mit anderen Künstlern das Teatr Domowy – ein Unikum in Polen. Dadurch wurden zensierte Stücke in Privatwohnungen gespielt, unter anderem von Václav Havel, Pavel Kohout oder Jan Pietrzaks Cabaret. Bis zur Wendezeit 1989 konnten so knapp 300 Vorstellungen stattfinden.
Nachdem Dałkowska bereits Anfang der 1970er Jahre ungenannte Kleinstrollen in Filmen übernommen hatte, begann ihre eigentliche Filmkarriere 1975 unter Jerzy Antczak in der Literaturverfilmung Nächte und Tage nach Maria Dąbrowskas gleichnamigem Roman. Sie spielte später auch in der gleichnamigen Fernsehserie. 1977 spielte sie in Janusz Majewskis Der Fall Gorgonowa, 1978 in Agnieszka Hollands Provinzschauspieler. Zu den Höhepunkten ihrer Filmkarriere gehören die Darstellungen der Frau des Journalisten in Andrzej Wajdas Ohne Betäubung sowie einer jüdischen Ärztin, die während der deutschen Besatzung in einer Nervenheilanstalt tätig ist, in Edward Żebrowskis Spital zur Wandlung (beide 1978). Eine weitere wichtige Rolle war 1984 die der alternden Bäuerin Andzia Cichalska-Solska in Andrzej Barańskis Kobieta z prowincji. Auch nach dem politischen Umbruch blieb Dałkowska eine gefragte Schauspielerin. Für ihre Rolle in dem Film Body wurde sie beim Polnischen Filmpreis in der Kategorie Beste Nebendarstellerin nominiert.
Ewa Dałkowska starb am 8. Juni 2025 im Alter von 78 Jahren.

## Filmografie
- 1975: Nächte und Tage (Noce i dnie)
- 1976: Das Pferd des Zigeuners (Beniamiszek) (Fernsehfilm)
- 1976: 07 – Bitte melden (07 zgłoś się) (Fernsehserie)
- 1977: Der Fall Gorgonowa (Sprawa Gorgonowej)
- 1978: Nächte und Tage (Noce i dnie) (Fernsehserie, 5 Folgen)
- 1978: Spital zur Wandlung/Hospital der Verklärung (Szpital Przemienienia)
- 1978: Ohne Betäubung (Bez znieczulenia)
- 1978: Provinzschauspieler (Aktorzy prowincjonalni)
- 1980: Karlas Ehe (Karline manzelstvá)
- 1982: Unter Aufsicht (Nadzór)
- 1983: Im Sog (Wir) (Fernsehfilm)
- 1984: Drei Mühlen (Trzy młyny) (Fernsehserie)
- 1984: Ein Jahr der ruhenden Sonne (Rok spokojnego slonca)
- 1985: Kobieta z prowincji
- 1985: Medium
- 1987–2023: Teatr Telewizji (Fernsehserie, 23 Folgen)
- 1990: Korczak
- 1999: Töchter des Glücks (A szerencse lányai)
- 2015: Body (Ciało)